# Фей Дао
Фей Дао (кит. трад. 飛氘, спр. 飞氘, піньїнь: Fēi Dāo), справжнє ім'я Цзя Ліюань (кит. трад. 賈立元, спр. 贾立元, піньїнь: Jiǎ Lìyuán; нар. 1983, Чифен, Внутрішня Монголія) — китайський письменник-фантаст, доцент китайського відділення Університету Цінхуа, доктор філософії.

## Біографія
Цзя Ліюань народився 1983 року в місті Чифен, що у Внутрішній Монголії.
Закінчив Школу екології Пекінського педагогічного університету зі ступенем бакалавра, з вересня 2007 року по липень 2010 року навчався на факультеті літератури Пекінського педагогічного університету зі ступенем магістра, а з вересня 2010 року по липень 2015 року навчався на кафедрі китайської мови та культури Школи гуманітарних наук Університету Цінхуа, де здобув ступінь доктора філософії.

## Творчість
Фей Дао публікує твори в жанрі наукової фантастики та фентезі з 2003 року. Його коротке науково-фантастичне оповідання «Повість про кінець світу» було перекладено італійською мовою та включено до антології «Всесвітній рік наукової фантастики та фентезі» ALIA. Його твори відомі своїм стилем, що поєднує історію та фентезі. Він був письменником-контрактником у видавництві Most Worldly Culture Ґо Цзінміна.

## Публікації
- «Невинність і що з неї складається». ISBN 9787208099784
- «Робот-оповідач». ISBN 9787537961400
- «Китайські науково-фантастичні блокбастери». ISBN 9787537961400